# Tupac Amaru. Algo está cambiando
Tupac Amaru. Algo está cambiando es una película argentina dirigida por Magalí Buj y Federico Palumbo que se estrenó el 12 de abril de 2012 y que tuvo la participación de Lola Berthet con su voz en off.

## Sinopsis
Documental sobre la Túpac Amaru, una organización barrial de la provincia de Jujuy, en el norte argentino, conducida por Milagro Sala.

## Comentarios
El sitio web A Sala Llena Online publicó:

Los 64 minutos transitan por imágenes correctamente filmadas aunque por momentos los directores tengan cierta sensación de apuro para insertar algo, más que una real concepción de dirección de arte. Todo esto mechando testimonios de aquellos adeptos al movimiento Túpac Amaru y también de los otros. Realmente uno sale del cine pensando si este no sería un caso en el que, más allá de las virtudes que pueda tener la película, las cosas se han hecho un poco a las apuradas. Es cierto que para entender y conocer de qué se trata, los testimonios de la propia Milagro Sala, Estela de Carlotto y los demás parecerían explicarlo todo, el punto es cuanto hay de cine documental y cuanto de formato de informe televisivo. Permítame inclinarme por lo segundo.

Por su parte, un crítico del diario La Prensa (Buenos Aires) afirmó que el filme traía los dichos de Milagro Sala afirmando que «lo nuestro es la reinversión de lo que recibimos en beneficio de la comunidad, en salud, vivienda, educación. Y todo lo hacemos a través de las distintas cooperativas», así como múltiples testimonios, entre ellos, de Adriana Varela, Taty Almeida, la presidenta Cristina Kirchner, Estela de Carlotto, trabajadores y trabajadoras del lugar y militantes, hasta de España, los que le agradecen a Milagro Sala su apoyo al movimiento de indignados. Los que hablan a la cámara coinciden en señalar, que Milagro Sala «es la Evita de Jujuy» y todos agradecen el reconocimiento a los pueblos originarios por parte del Gobierno nacional, primero de Néstor Kirchner y en la actualidad de la presidenta de la Nación.
En el sitio web Escribiendo Cine, Juan Pablo Russo dice que el filme es 

un documental clásico, que sigue una línea narrativa basada fundamentalmente en testimonios de quienes forman parte de la organización y de una serie de figuras (Estela de Carlotto, Adriana Varela, Taty Almeida) que desde la distancia le brindan un incondicional apoyo logístico. Visualmente se construye con imágenes de archivo y otras actuales que como un rompecabezas arman la historia de la agrupación desde sus orígenes hasta nuestros días, pero no solo mostrándolo como algo pedagógico sino insistiendo en el cambio y el crecimiento obtenido a partir de la lucha pacífica.

El documental fue declarado de interés por la Cámara de Diputados de la Nación Argentina.